# Ton-Duc-Thang-Universität
Die  Ton-Duc-Thang-Universität (viet:  Trường Đại học Tôn Đức Thắng; en:  Ton Duc Thang University) ist eine halbstaatliche Privathochschule in Ho-Chi-Minh-Stadt, Vietnam.
Die Universität wurde 1997 als Ton-Duc-Thang-Universität für Technologie gegründet; 2003 wurde die Hochschule umfirmiert in Ton-Duc-Thang-Universität unter der Führung des Vietnamesischen Volkskongresses. Namensgeber ist der vietnamesische Politiker und Staatspräsident Ton Duc Thang (1888–1980).
Die Schule unterrichtet ca. 22.500 Studenten; Rektor ist Le Vinh Danh (Stand 2007).
Chau Dieu Ai, ehem. Rektor der Ton-Duc-Thang-Universität für Technologie, ist Vorstandsmitglied der Vietnamesisch-Deutschen Gesellschaft HCMC.

## Fakultäten
- Angewandte Wissenschaften
- Sozialwissenschaften/ Geisteswissenschaften
- Informationstechnologien und Angewandte Mathematik
- Bauingenieurwesen
- Elektrotechnik und Elektronik
- Steuer- und Finanzwissenschaften
- Umweltwissenschaften und Arbeitssicherheit
- Wirtschaftswissenschaften
- Fremdsprachen
- Kunst und Design

## Institute
- „Michigan English Center“ der University of Michigan, Ann Arbor, USA.
- Institut für angewandte Künste
- Institut für Sozialarbeit
- Institut für angewandte Ökonomie